# Realexperiment
Bei Realexperimenten (engl. „real world experiments“) handelt es sich um gesellschaftliche Prozesse, die experimentelle Züge tragen, ohne im engeren Sinne im Wissenschaftssystem abzulaufen. Als Weiterentwicklung der Metapher der "Gesellschaft als Labor", mit der ein kritischer Blick auf Tendenzen der Belastung der Gesellschaft durch Risiken wissenschaftlicher und technischer Entwicklungen geworfen wurde, wurde das Konzept der Realexperimente entwickelt, um eine gesellschaftlich legitimierte Entwicklung von innovativen und von Unsicherheiten gekennzeichneten Projekten zu beschreiben. Realexperimente bringen heterogene Akteursgruppen aus Wissenschaft und Gesellschaft zusammen, um in quasi-experimentellen Settings gesellschaftlich relevante Lösungen zu erarbeiten. Solche Formen des Experimentierens finden sich z. B. in Projekten zur nachhaltigen Stadtentwicklung, der Implementierung neuer Technologien, im Bereich Naturschutz und Ökologie, oder der grünen Gentechnik.
An das Konzept der Realexperimente knüpfen aktuelle Diskussionen zu Reallaboren und urbanen Laboratorien als Forschungs- und Transformationsinstrumente an.